# 林口交流道 (台61線)
林口交流道，官方稱為林口平交匝道，因國道一號有一同名交流道且更為人所知，故本交流道不應與其混淆。本交流道位於臺灣新北市林口區，為臺灣台61線指標16公里的交流道，交流道型式為分離式簡易鑽石型，在1997年8月29日通車，八里林口段於2008年12月26日通車，可聯絡市道106號。
|  | 16 林口 |  | 林口 |

## 鄰近設施及出口預告
1. ↑  . www.thb.gov.tw.   [2022-08-18]. （原始内容存档于2022-03-02）.